# 東京都道236号青ヶ島循環線
東京都道236号青ヶ島循環線（とうきょうとどう236ごう あおがしまじゅんかんせん）は、東京都青ヶ島村三宝港を起点とし、青ヶ島の外輪山の内外を巡って再び同地にいたる一般都道である。路線の一部に対して青ヶ島本道（あおがしまほんどう）の通称名が付けられている。

## 概要
島の北西半分を三日月を描くように走る循環路線である。三宝港から青宝トンネルで外輪山を横断し、カルデラ内を半周して折返し、外輪山の稜線に沿って北西部の集落へ向かい、外輪山の西側を通って三宝港へ戻る。ただし集落から島の西側を通って三宝港へ向かう上手回り区間は通行不能になっている。

### 路線データ
- 起点：青ヶ島三宝港[2]
- 終点：青ヶ島三宝港[2]
- 路線延長：6,347ｍ[2]

## 沿革
- 1967年（昭和42年）2月28日 - 路線認定[3]
- 1982年（昭和57年）10月8日 - 台風21号によって三宝港付近などで寸断される[4]
- 1985年（昭和60年）4月 - 青宝トンネルが開通[2]
- 1992年（平成4年）5月 - 平成流し坂トンネルが開通[2]
- 2001年（平成13年）7月 - 群発地震の影響により三宝港のすぐ西側で大規模な崩落が起こり上手回り区間が通行止めとなる。

## 通過する自治体
- 東京都
  - 青ヶ島村

## 道路施設
- 青ヶ島本道ルートサイン
- 平成流し坂トンネル
- 青宝トンネル東口
- 青宝トンネル出口から眺める太平洋

- 青宝トンネル(505m)[5]
- 平成流し坂トンネル(237m)